# 에리트로스 4-인산
에리트로스 4-인산(영어: erythrose 4-phosphate)은 사탄당인 에리트로스의 인산 에스터이다. 또한 에리트로스 4-인산은 오탄당 인산 경로와 캘빈 회로의 중간생성물이기도 하다.
에리트로스 4-인산은 방향족 아미노산인 티로신, 페닐알라닌, 트립토판의 생합성에서 전구물질로 역할을 한다. 에리트로스 4-인산은 시킴산 경로의 첫 번째 단계에서 사용된다. 이 단계에서 포스포엔올피루브산과 에리트로스 4-인산은 3-디옥시-D-아라비노헵툴로손산 7-인산 생성효소(DAHP 생성효소)에 의해 3-디옥시-D-아라비노헵툴로손산 7-인산(DAHP)로 전환된다.
|  |

에리트로스 4-인산은 디옥시자일룰로스 5-인산(DXP) 의존 경로에서 비타민 B6의 전구물질이며, 3-하이드록시-1-아미노아세톤 인산 생합성에서도 사용된다. 에리트로스 4-인산 탈수소효소는 에리트로네이트 4-인산을 생성하는데 사용된다.

## 같이 보기
- 에리트로스